# Atika bint Zayd
Atika bint Zayd (en arabe : عاتكة بنت زيد, ʿĀtika bint Zayd), née à La Mecque et morte en 660 à Médine, est une poétesse arabe et compagnonne de Mahomet. Fille du hanif Zayd ibn Amr et d'Oumm Kourz bint al-Hadrami, sœur de Saïd bin Zayd, un des dix compagnons promis au paradis, elle appartient au clan des Banou-Adi, de la tribu des Coreïchites.  La triste histoire d'Atika, dont la beauté est de nombreuses fois louée, et de ses maris, chacun mourant tragiquement, est devenue un mythe littéraire. Plusieurs poèmes d'amour et d'élégies sont faussement attribués à Atika, qui est citée dans l'Histoire comme un exemple majeur de la poésie arabe.  

## Mariage avec Abd-Allah ibn Abi Bakr
Convertie très tôt l'islam, Atika participe à l'Hégire (632) et épouse Abd-Allah, un fils d'Abou-Bakr, qui meurt en 633, des suites au siège de Taïf.  Il lui a donné une partie de ses biens à condition qu'elle ne se remarie pas après lui. Atika compose un poème en sa mémoire : « Je jure que mon âme restera triste à cause de toi et ma chair se couvrira de poussière. »
Après la mort d'Abd-Allah, Atika refuse tout prétendant. Omar ibn al-Khattâb, second calife de l'Islam, écrit à Atika : « Tu t'es interdit ce que Dieu t'a rendu licite. Renvoie donc les biens que tu as reçu à qui cela revient et remarie-toi. » Selon une autre version, c'est Aïcha, la sœur d'Abd-Allah, qui demande à Atika de leur rendre les biens de son frère après son mariage avec Omar. 

## Mariage avec Omar ibn al-Khattâb
Selon une tradition, Omar a demandé au tuteur d'Atika de faire connaître sa candidature pour l'épouse, mais elle le refuse comme les autres. Cependant, Omar dit au tuteur : « Marie-moi à elle. » Après le mariage, il vient la voir pour consommer l'union : Omar se dispute avec Atika jusqu'à ce qu'il prenne le dessus et couche avec elle. Quand il eut fini, il lui dit quatre fois qu'elle le gênait et il délaissa sa couche. Atika envoya un de ses esclaves à Omar en lui disant : « Viens, et je vais me préparer pour toi. »
Atika se remarie avec Omar dont elle a un fils appelé Iyad ibn Omar. Ibn Saad dit qu'un jour, Abou Moussa al-Achari a donné un tapis d'une coudée à Atika. Omar lui demande : « — D'où as-tu obtenu cela ? — Abou Moussa al-Achari me l'a donné », répond Atika. Aussitôt, Omar le prend et frappe la tête de sa femme avec. Sur l'ordre de son mari, Atika va chercher Abou Moussa, qui supplie : « Ne te précipite pas, commandeur des croyants. — Qu'est-ce qui t'a poussé à donner quelque chose à mes femmes ? » Omar prit le tapis et frappa Abou Moussa à la tête : « Prend-le, nous n'en avons pas besoin ! »
Lorsqu'il jeûnait, Omar n'empêchait pas Atika de l'embrasser, sur la tête ajoutent certaines sources. Quand elle demandait la permission d'aller prier à la mosquée, Omar lui disait qu'il voulait qu'elle reste. Atika répondait qu'elle ne cesserait jamais de lui demander la permission, alors Omar ne l'empêchait jamais d'y aller quand elle le faisait. 

## Derniers mariages
Lorsque Omar meurt en 644, elle épouse Zubayr ibn al-Awwam, dont elle déplore la mort en 656, après la bataille du chameau, dans une élégie de nombreuses fois citées par la littérature arabe. Selon Ibn Saad, les gens de Médine disaient : « Celui qui veut être un martyr doit épouser Atika ». 
Ali ibn Abi Talib, cousin-gendre de Mahomet et quatrième calife, a voulut l'épouser mais elle aurait refusé l'union. Il lui aurait proposé alors son fils Hussein ibn Ali, qui est martyrisé à Kerbala en 680, vingt ans après la mort d'Atika. 

### Source primaire
- (en) Ibn Saad (trad. de l'arabe par Aisha Bewley), Kitab at-Tabaqat al-Kabir : The Women of Madina, vol. 8, Londres, Ta-Ha Publishers Ltd., 1995 (ISBN 978-1-897940-24-2, lire en ligne), p. 186-188 (OCLC 615184807).

### Sources secondaires
- (en) J.W. Fück, « ʿĀtika », dans Encyclopaedia of Islam, Second Edition, vol. 1, Leyde, J. Bearman, Th. Bianquis, C. E. Bosworth, E. van Donzel, W. P. Heirichs, 1986, 1359 p., p. 738.
- (tr) Asri Çubukcu, « Âtike bint Zeyd », sur İslâm Ansiklopedisi, 2013 (consulté le 6 juillet 2024).